# Bahía de los Nodales
Bahía de los Nodales är en vik i Argentina.   Den ligger i provinsen Santa Cruz, i den södra delen av landet, 1 600 kilometer söder om huvudstaden Buenos Aires.